# 捕蝇草 (杂志)
《捕蝇草》（Dionée）是法国业余食虫植物爱好者协会（Association Francophone des Amateurs de Plantes Carnivores）的正式会刊。其内容包括园艺信息、实地考察报告及学术研究。该杂志创办于1984年，自68期开始为全彩。版式为A5，每年约160页。每年三月、六月、九月和十二月出版新刊。

## 扩展阅读
- （法文）官方网站
- （法文）过刊